# Tài khoản ngân hàng

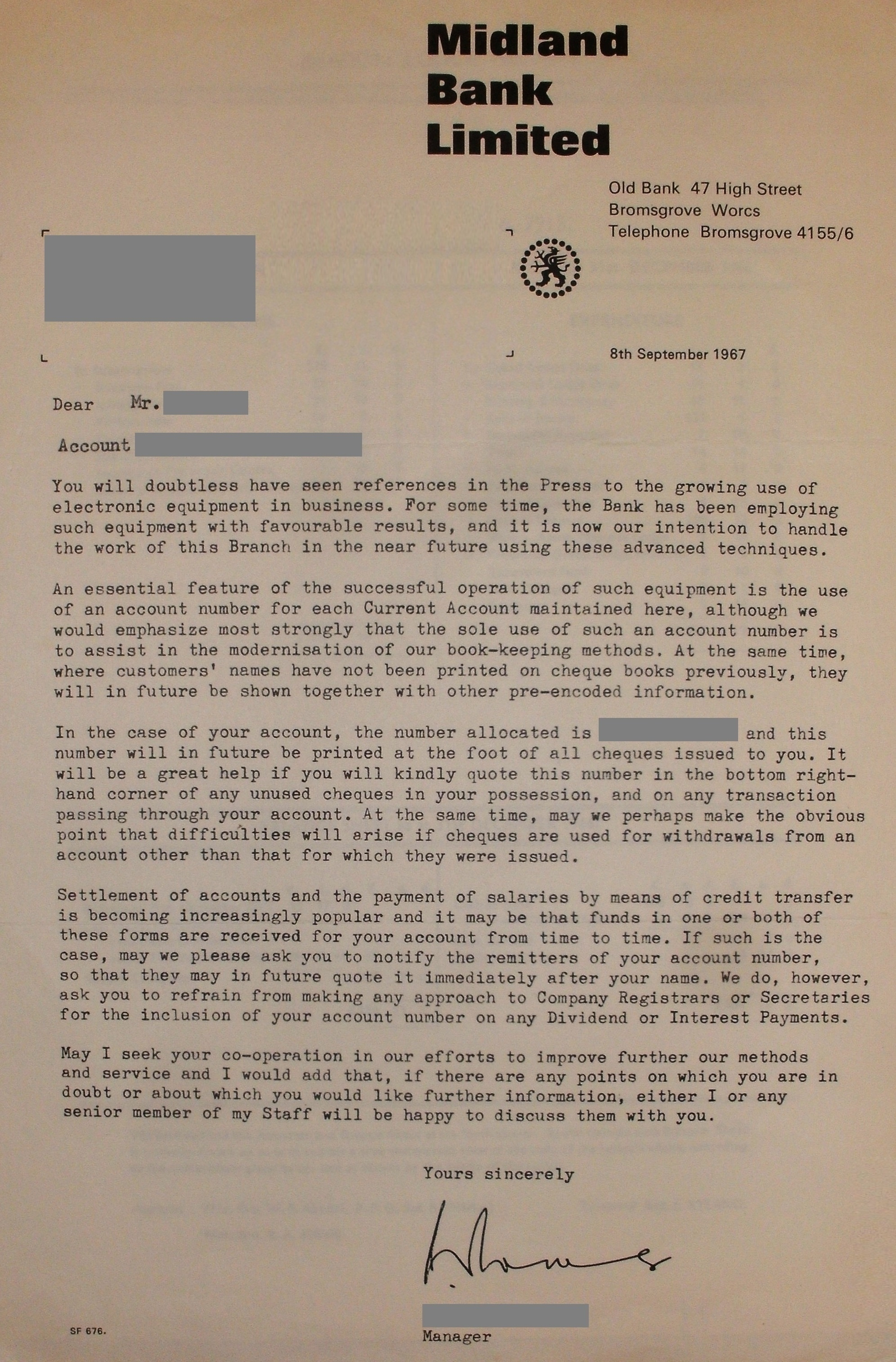
Thư của Ngân hàng Midland gửi cho khách hàng, thông báo cho họ về việc giới thiệu về xử lý dữ liệu điện tử và số tài khoản cho các tài khoản hiện tại

Tài khoản ngân hàng là tài khoản tài chính được duy trì bởi một ngân hàng hoặc tổ chức tài chính khác, trong đó giao dịch tài chính giữa ngân hàng và khách hàng được ghi lại. Mỗi tổ chức tài chính đặt ra các điều khoản và điều kiện cho từng loại tài khoản mà tổ chức đó cung cấp, được phân loại theo các loại thường được hiểu, chẳng hạn như tài khoản tiền gửi, tài khoản thẻ tín dụng, tài khoản vãng lai, tài khoản khoản vay hoặc nhiều loại tài khoản khác. Một khách hàng có thể có nhiều tài khoản. Sau khi tài khoản được mở, các khoản tiền do khách hàng ủy thác cho tổ chức tài chính để ký quỹ được ghi nhận vào tài khoản do khách hàng chỉ định. Tiền có thể được rút từ người cho vay.
Các giao dịch tài chính xảy ra trên tài khoản ngân hàng trong một khoảng thời gian nhất định được báo cáo cho khách hàng trên bảng sao kê ngân hàng và số dư tài khoản của khách hàng tại bất kỳ thời điểm nào là tình hình tài chính của họ với tổ chức.

## Bản chất của tài khoản ngân hàng
Trong hầu hết các hệ thống pháp luật, tiền gửi vào ngân hàng không phải là tiền giữ hộ - nghĩa là, số tiền thực tế mà một người gửi vào ngân hàng không còn là tài sản của người gửi tiền và trở thành tài sản của ngân hàng. Người gửi tiền yêu cầu ngân hàng đòi số tiền đã gửi nhưng không phải là tiền mặt thực tế đã giao cho ngân hàng. Theo thuật ngữ kế toán, ngân hàng tạo ("mở") một tài khoản đứng tên người gửi tiền hoặc tên do người gửi tiền chỉ dẫn, trong đó số tiền nhận được được ghi nhận là giao dịch. Tài khoản tiền gửi là trách nhiệm pháp lý của ngân hàng và là tài sản của người gửi tiền (chủ tài khoản).
Mặt khác, ngân hàng có thể cho một bên thứ ba vay một phần hoặc toàn bộ số tiền mà ngân hàng có được khi gửi. Các tài khoản như vậy, thường được gọi là tài khoản cho vay hoặc tài khoản tín dụng, tuân theo các nguyên tắc tương tự nhưng ngược lại của tài khoản tiền gửi. Theo thuật ngữ kế toán, tài khoản cho vay là tài sản của ngân hàng và là trách nhiệm pháp lý của người đi vay. Tài khoản khoản vay có thể không được bảo đảm hoặc đảm bảo bởi người vay và chúng có thể được đảm bảo bởi người thứ ba, có hoặc không có bảo mật.
Mỗi tổ chức tài chính đặt ra các điều khoản và điều kiện cho từng loại tài khoản mà tổ chức đó cung cấp, và khi khách hàng đăng ký mở tài khoản và được tổ chức chấp nhận, họ sẽ hình thành hợp đồng giữa tổ chức tài chính và khách hàng liên quan đến tài khoản .
Luật pháp của mỗi quốc gia quy định cách tài khoản ngân hàng có thể được mở và hoạt động. Họ có thể chỉ định ai có thể mở tài khoản, ví dụ, cách các bên ký kết có thể xác định chính họ, giới hạn gửi tiền, rút tiền trong số các thông số kỹ thuật khác.
Độ tuổi tối thiểu để mở tài khoản ngân hàng phổ biến nhất là 18 tuổi. Tuy nhiên, ở một số quốc gia, độ tuổi tối thiểu để mở tài khoản ngân hàng có thể là 16 tuổi và tài khoản có thể được mở dưới danh nghĩa của trẻ vị thành niên nhưng do cha mẹ hoặc người giám hộ của họ điều hành. Nói chung, việc mở tài khoản bằng tên giả là bất hợp pháp.

## Cấu trúc tài khoản
Theo quan điểm của khách hàng, tài khoản ngân hàng có thể có số dư dương, hoặc tín dụng, khi tổ chức tài chính nợ khách hàng; hoặc số dư âm, hoặc ghi nợ, khi khách hàng nợ tiền của tổ chức tài chính.
Nói chung, tài khoản giữ số dư tín dụng được gọi là tài khoản tiền gửi và tài khoản được mở để giữ số dư nợ được gọi là tài khoản cho vay. Một số tài khoản có thể chuyển đổi giữa số dư tín dụng và số dư nợ.
Một số tài khoản được phân loại theo chức năng thay vì bản chất của số dư mà chúng nắm giữ, chẳng hạn như tài khoản tiết kiệm, thường là tài khoản tín dụng.
Các tổ chức tài chính có sơ đồ đánh số tài khoản để xác định từng tài khoản, điều này rất quan trọng vì khách hàng có thể có nhiều tài khoản.

## Các loại tài khoản
Mỗi tổ chức tài chính có tên riêng cho các tài khoản khác nhau mà họ cung cấp cho khách hàng, nhưng chúng có thể được phân loại là:
- Tiền gửi
  - Tài khoản giao dịch
    - Tài khoản vãng lai
    - Tài khoản hiện tại

  - Cá nhân
- Tiết kiệm
  -  Tiền gửi có kỳ hạn (Trái phiếu)  /  Tiền gửi cố định
  - Thị trường tiền tệ
- Các loại khác
  - Khoản vay
  - Liên doanh